# Golf de Sant Llorenç
El golf de sant Llorenç (en anglès: Gulf of Saint Lawrence, en francès: Golfe du Saint-Laurent), l'estuari més gran del món, és la sortida dels Grans Llacs de l'Amèrica del Nord cap a l'Atlàntic a través del riu Sant Llorenç.

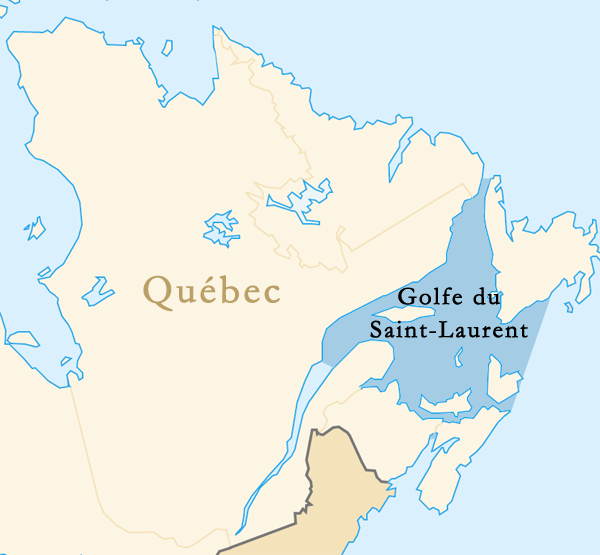
Situació del golf de sant Llorenç

El riu desguassa al golf a través dels estrets de Jacques Cartier, entre la regió quebequesa de la Côte-Nord del Quebec i el litoral septentrional de l'illa d'Anticosti, i d'Honguedo, entre la costa sud d'aquesta illa i la península de Gaspé. El golf és una mar semitancada, que cobreix una superfície aproximada, segons les enciclopèdies canadenca i russa, d'uns 250.000 km². (L'enciclopèdia britànica dona un valor molt més petit: 155.000 km².). Profunditat fins a 538 m El volum d'aigua és de 35.000 km³. Tant l'Enciclopèdia Britànica com la Gran Russa subratllen que de fet aquest objecte no és només una desembocadura d'un riu, sinó més aviat un mar semi-tancat.
El golf limita al nord amb la península del Labrador, a l'est amb Terranova, al sud amb la península de Nova Escòcia i l'illa del Cap Bretó i a l'oest amb la península de Gaspé i Nova Brunswick. Conté les illes d'Anticosti, Príncep Eduard i Magdalena.
A part del riu Sant Llorenç, hi desemboquen també els rius Miramichi, Natashquan, Restigouche, Margaree i Humber, entre d'altres. Els accidents principals del golf són les badies de Chaleurs, Miramichi, Saint George i Islands, i l'estret de Northumberland, que el separa de l'illa del Príncep Eduard.
El primer viatge documentat a les seves aigües per part d'exploradors europeus fou el del francès Jacques Cartier el 7 de juliol de 1534. Ara bé, l'havien precedit els pescadors europeus (bascos, bretons, normands…), que freqüentaven les costes del golf i els seus habitants des de feia anys, a la recerca de bacallans.

## Geografia

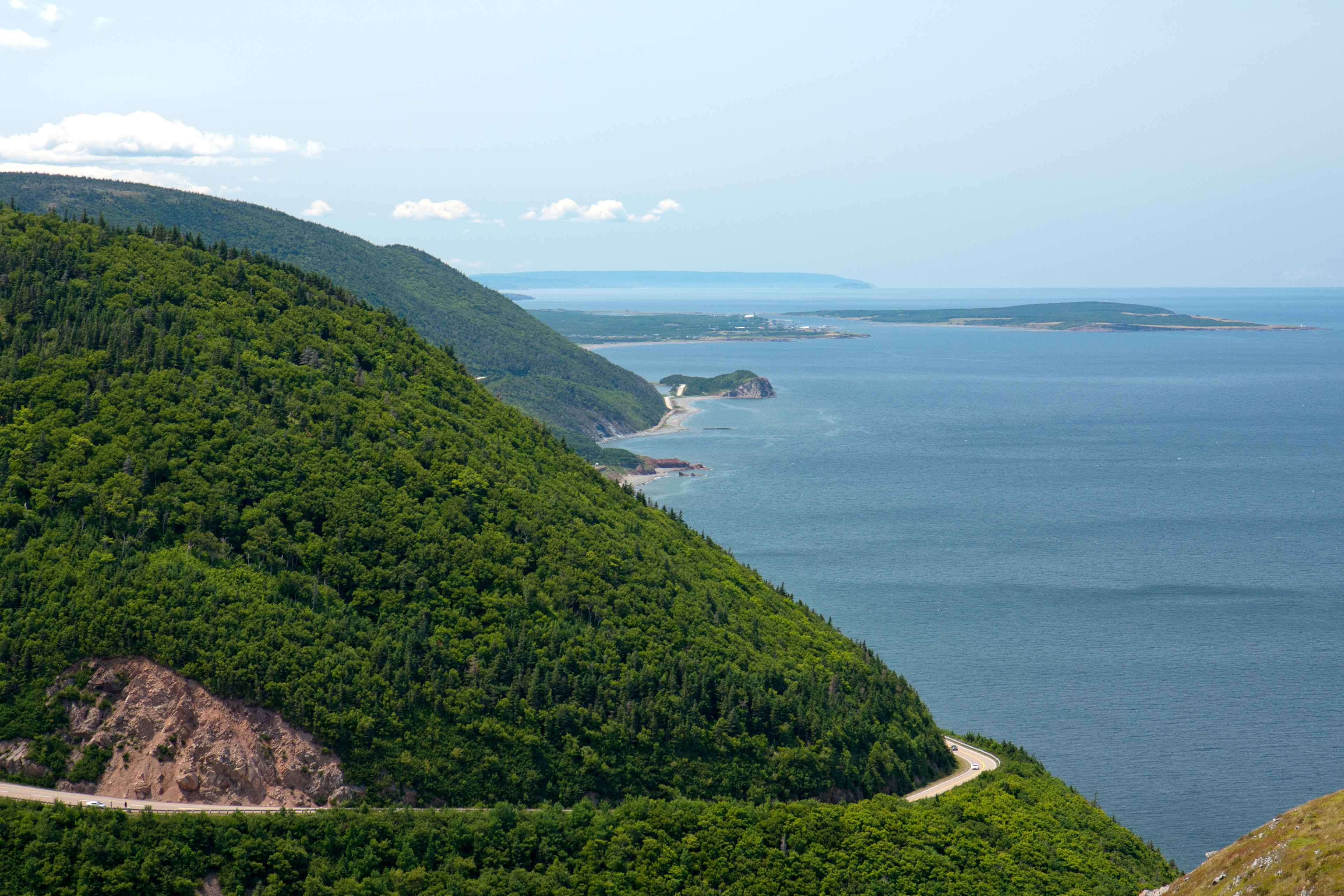
Costa del golf al Parc Nacional de les Terres altes del Cap Bretó

El golf de Sant Llorenç limita al nord amb la península del Labrador i Quebec, a l'est amb Saint-Pierre i Terranova, al sud amb la península de Nova Escòcia i l'illa del Cap Bretó, i a l'oest amb la península de Gaspé. Nova Brunswick i Quebec. Pel que fa a les illes significatives, el golf de Sant Llorenç conté l'illa Anticosti, l'illa del Príncep Eduard, les Illes de la Magdalena, l'illa del Cap Bretó, l'illa de Saint Pierre i Miquelon-Langlade.
La meitat de les deu províncies del Canadà voregen amb el golf: Nova Brunswick, Nova Escòcia, Illa del Príncep Eduard, Terranova i Labrador i Quebec.
El corrent principal de la badia forma un gir ciclònic perifèric, passant per les plataformes submarines a la part nord-est de la badia, portant l'aigua a l'estuari del riu Sant Llorenç. Aquest corrent porta aigua salada riu amunt fins a Point des Monts i la confluència del riu Saguenay unes 100 milles per sota de la ciutat de Quebec. Un altre corrent important, el corrent de Gaspé, porta una part important del cabal del riu Sant Llorenç al llarg de la riba sud de l'estuari i més enllà de l'extrem nord de l'illa del Cap Bretó, convertint-se en el corrent de Nova Escòcia.
Les marees són semidiürnes, fins a 2. De desembre a maig, la badia està coberta de gel, la formació del qual es veu frenada per l'alta salinitat i la calor residual de la massa d'aigua; Com a resultat, la zona d'aigua es caracteritza per la presència de camps de gel flotant, i el gel es manté prim fins a mitjans de febrer. L'estret de Cabot s'obre a la navegació un mes abans que l'estret de Belle Isle
Malgrat que els corrents barregen l'aigua a la badia, hi continua l'estratificació. Al centre de la badia hi ha tres capes separades: fons (temperatura de l'aigua 3,4 °C, salinitat 33,5 ‰), intermèdia (profunditats d'uns 50 m)., temperatura 0,5 °C, salinitat 32,5 ‰) i superfície, menys salina i subjecta a fluctuacions de temperatura estacionals. La temperatura mitjana de l'aigua a la capa superficial a l'hivern és inferior a -1 °C, a l'estiu fins a 15 °C. La salinitat al nord-est és de fins a 32 ‰, a l'oest baixa a 12-15 ‰ .
El golf inclou la Badia dels Chaleurs, la badia Fortune, la badia de Miramichi, la badia de St. George, la badia de Sant Jordi, la badia de les Illes i l'estret de Northumberland.

### Clima
El clima és monsònic. A l'hivern predominen els vents freds del nord-oest, a l'estiu els vents càlids del sud-oest. Les temperatures mitjanes de l'aire oscil·len entre els -10 °C al febrer i els 15 °C a l'agost. Precipitació mitjana anual (en forma de pluja) 900 mm

### Sortides
El golf desemboca a l'oceà Atlàntic per les següents sortides:
- L'estret de Belle Isle entre Labrador i Terranova: entre 15 km i 60 km d'ample i 60 m de profunditat al màxim. i en el qual es barregen almenys set tipus d'aigua amb salinitat del 27 ‰ al 34,5 ‰[3]
- L'estret de Cabot entre Terranova i l'illa del Cap Bretó: 104 km d'ample i 480 m de profunditat màxima. A través del qual les aigües dels oceans Atlàntic i Àrtic entren a la badia i la major part de l'aigua i drena el gel de la mateixa badia.[3] Les aigües de l'Atlàntic al llarg de l'estret de Cabot són transportades per un corrent de fons, compensant l'aigua que surt de la badia a les capes superficials.[2]

L'estret de Canso entre l'illa del Cap Bretó i la península de Nova Escòcia havia estat una sortida d'1 km d'ample i 60 m de profunditat màxima. La construcció de la Calçada de Canso a través de l'estret el 1955, ja no permet l'intercanvi d'aigua entre el golf de Sant Llorenç i l'oceà Atlàntic.

### Tributaris
A més del Riu Sant Llorenç (3.058 km), el golf té com a tributaris els rius Río Petit Mécatina (547 km), Romaine (496 km), Natashquan (410 km), Río Miramichi (250 km), Restigouche (200 km), Río Margaree (120 km) i Humber (120 km).
El Riu Sant Llorenç, el cabal mitjà d'aigua dolça a la desembocadura del qual és, segons diverses fonts, de 10.100 m³/s fins a 14.000 m³/s (durant la marea alta, riu amunt, al contrari, puja l'aigua salada del mar)

### Illes
El golf comprèn diverses illes extenses, entre les quals es troben l'illa de Anticosti, l'illa del Príncep Eduard i les illes de la Magdalena.
L'illa de Saint-Paul, a l'altura de l'illa de Cap Breton, se la coneix com el cementiri del golf, com a record dels nombrosos naufragis que es van produir allí.
L'illa Bonaventure prop de Gaspé així com l'illa Brion i els penyals dels ocells en el nord-est de les illes de la Magdalena són refugis importants d'ocells migradors mantinguts pel Servei Canadenc de la Fauna.

### Extensió
Els límits del golf de Sant Llorenç varien entre les fonts.
L'Organització Hidrogràfica Internacional defineix els límits del golf de Sant Llorenç de la següent manera:
| « | Al nord-est. Una línia que va des de Cap Bauld (punt nord de l'Illa Quirpon, 51° 40′ N, 55° 25′ O / 51.667°N,55.417°O) fins a l'extrem est de Belle Isle i cap a la cornisa nord-est (52° 02′ N, 55° 15′ O / 52.033°N,55.250°O). D'aquí una línia que uneix aquesta cornisa amb l'extrem est del Cap de Sant Carles (52°13'N) a Labrador. Al sud-est. Una línia des de Cap Canso (45° 20′ N, 61° 0′ O / 45.333°N,61.000°O) fins a Red Point (45° 35′ N, 60° 45′ O / 45.583°N,60.750°O) a l'illa del Cap Bretó, a través d'aquesta illa fins al Cap Bretó [45° 57′ N, 59° 47′ O / 45.950°N,59.783°O] i cap a Pointe Blanche (46° 45′ N, 56° 11′ O / 46.750°N,56.183°O) a l'illa de St. Pierre, i des d'allí fins al punt sud-oest de l'illa Morgan (46° 51′ N, 55° 49′ O / 46.850°N,55.817°O). A l'est. El meridià de 64°30'O des de Pointe-Jaune (49° 04′ N, 64° 30′ O / 49.06°N,64.5°O) fins a Magpie (50° 19′ N, 64° 30′ O / 50.31°N,64.5°O), però tota l'Illa d'Anticosti està inclosa al golf. Al Nord-est Una línia que va des de Cap Bauld (punt nord de l'Illa Quirpon, 51° 40′ N, 55° 25′ O / 51.667°N,55.417°O) fins a l'extrem est de Belle Isle i cap a la cornisa nord-est (52° 02′ N, 55° 15′ O / 52.033°N,55.250°O). D'aquí una línia que uneix aquesta cornisa amb l'extrem est del Cap de Sant Carles (52°13'N) a Labrador. Al sud-est. Una línia des de Cap Canso (45° 20′ N, 61° 0′ O / 45.333°N,61.000°O) fins a Red Point (45° 35′ N, 60° 45′ O / 45.583°N,60.750°O) a l'illa del Cap Breton, a través d'aquesta illa fins al Cap Breton [45° 57′ N, 59° 47′ O / 45.950°N,59.783°O] i cap a Pointe Blanche (46° 45′ N, 56° 11′ O / 46.750°N,56.183°O) a l'illa de Saint-Pierre,, i des d'allí fins al punt sud-oest de l'illa Morgan (46° 51′ N, 55° 49′ O / 46.850°N,55.817°O). A l'oest El meridià de 64°30'O des de Pointe-Jaune (49° 04′ N, 64° 30′ O / 49.06°N,64.5°O) fins a Magpie (50° 19′ N, 64° 30′ O / 50.31°N,64.5°O), però tota l'Illa d'Anticosti està inclosa al golf. | » |

Fisheries and Oceans Canada situa el límit occidental a Pointe-des-Monts, aproximadament a 138 km a l'oest del meridià 64° 30′W.

### Àrees protegides i parcs nacionals
L'illa de St. Paul, a Nova Escòcia, a l'extrem nord-est de l'illa del Cap Breton, és coneguda com el «Cementiri del Golf» a causa dels seus nombrosos naufragis. L'accés a aquesta illa està controlat per la Guàrdia Costanera canadenca.
L'any 1919 es van establir els primers santuaris d'aus migratòries (MBS) al Canadà en virtut de la Llei de convenció d'aus migratòries a l'illa Bonaventura, a les Bird Rock de les Illes de la Magdalena i a la roca Percé. Aquests santuaris d'ocells migratoris són administrats pel Canadian Wildlife Service.
El govern federal del Canadà gestiona els parcs nacionals del Canadà al llarg del golf de Sant Llorenç al parc nacional de Forillon a l'extrem oriental de la península de Gaspé, el parc nacional de l'illa del Príncep Eduard a la costa nord de l'illa, el parc nacional de Kouchibouguac a la costa nord-est de Nou Brunswick, el parc nacional de les Terres altes del Cap Bretó a l'extrem nord de l'illa del cap Bretó, Parc nacional del Gros-Morne a la costa oest de Terranova i una reserva de parc nacional a l'arxipèlag de Mingan a la Côte-Nord del Quebec.
Les cinc províncies que voregen el golf de Sant Llorenç tenen diversos parcs provincials amb costes protegides.

### Característiques submarines

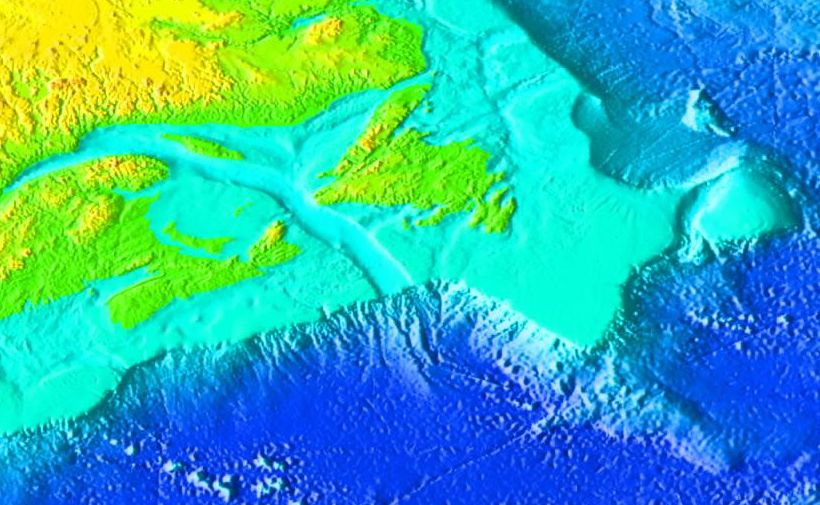
Batimetria del golf, amb visible el canal Laurentià

El canal Laurentian és una característica del sòl del golf que es va formar durant les èpoques glacials anteriors, quan la plataforma continental va ser erosionada pel riu Sant Llorenç durant els períodes en què el nivell del mar va baixar. El canal Laurentian té uns 290 m de profunditat i uns 1250 km de llarg des de la plataforma continental fins a la desembocadura del riu Sant Llorenç. Aigües profundes amb temperatures entre 2 i 6,5 °C entren al golf pel vessant continental i són lentament advectats pel canal per la circulació estuariana. Al llarg del segle xx, les aigües de fons del final del canal (és a dir, a l'estuari de Sant Llorenç) han esdevingut hipòxiques.
La topografia del fons està formada per l'extrem sud de l'escut canadenc i l'extensió submarina al nord de les muntanyes dels Apalatxes. Les parts més profundes de la zona d'aigua són el canal de Sant Llorenç (que s'estén des de la desembocadura del riu del mateix nom a través de l'estret de Cabot fins a la vora de la plataforma continental), el canal de Mingan, que s'estén cap al nord-est, i el canal esquimal (anglès: Eskimo Channel), que s'estén cap al sud-est. Aquests tres canals ocupen aproximadament una quarta part del fons de la badia. El relleu d'aquesta part de la zona d'aigua és heterogeni i inclou tant la fossa Chaleur més profunda, com les elevacions del sòl (la plataforma del banc Bradel) i fins i tot illes. Un altre component important del relleu són les plataformes submarines, les profunditats per sobre de les quals poden ser inferiors a 50 m. La més gran d'elles és l'anomenada Plataforma Acadiana, situada en un semicercle entre l'illa del Cap Bretó i la península de Gaspé. Tres plataformes més allargades es troben a la part nord i distal del canal axial principal de Sant Llorenç. A les aigües de la badia hi ha dues illes significatives: Anticosti (a la part nord-oest) i l'illa del Príncep Eduard (al sud).

## Importància econòmica
Abans de l'arribada dels europeus, les costes sud de la badia eren sovint visitades pels indis Micmac mi'kmaq, que realitzaven la recol·lecció de peix estacional a la zona. La costa nord estava habitada per inuits. La primera visita documentada d'europeus va tenir lloc l'any 1534, quan la badia va ser explorada per Jacques Cartier, però l'Enciclopèdia canadenca indica que els pescadors bascos (segons la historiadora Selma Barkham, els baleners) probablement van aparèixer a la badia abans que ell.

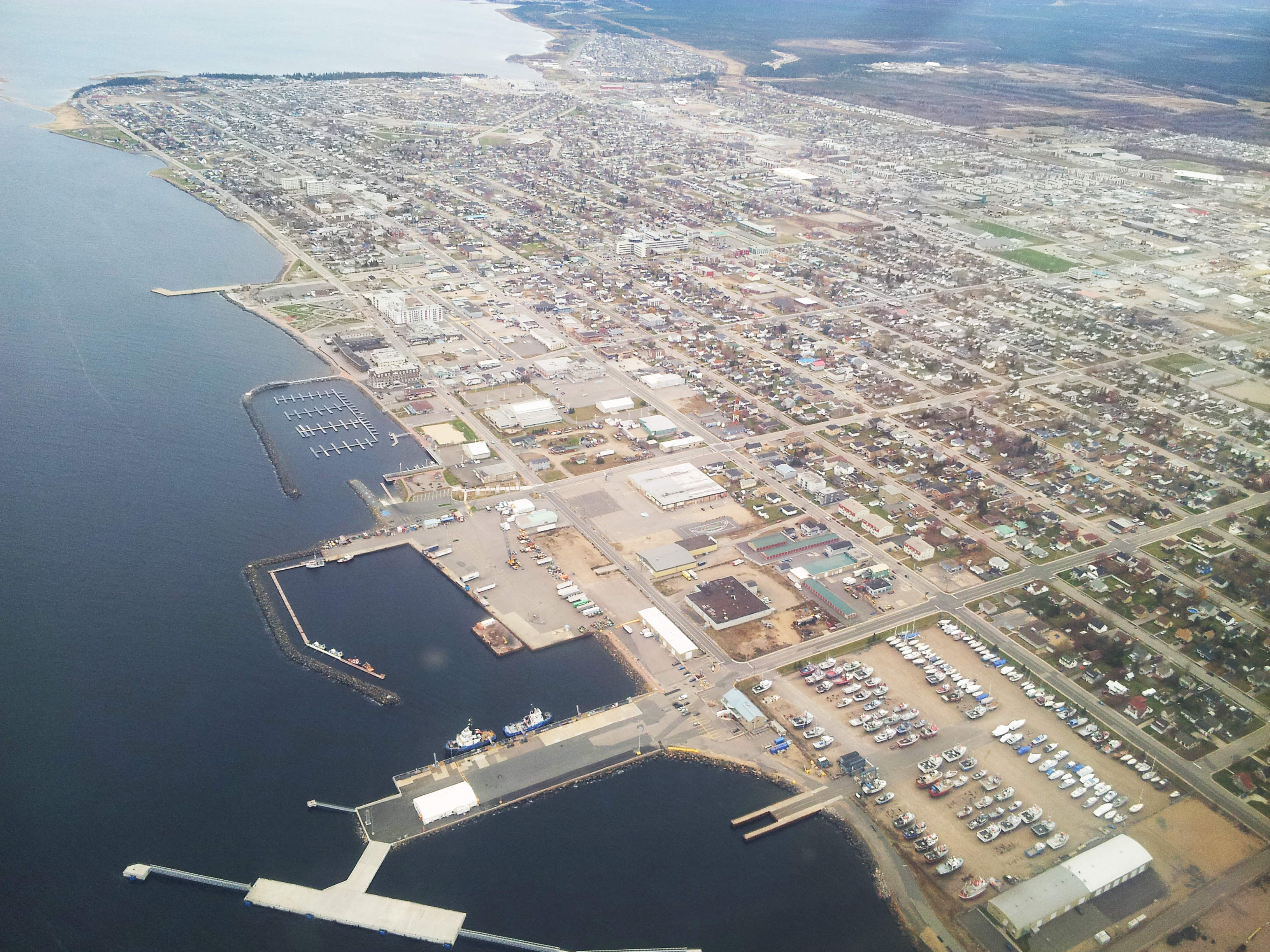
Port de Set-Îles

A finals del segle XX - principis del XXI, la zona de la badia era un lloc de navegació activa; El golf de Sant Llorenç, el riu del mateix nom que hi desemboca, i el sistema dels Grans Llacs representen una via fluvial cap a les profunditats del continent nord-americà, accessible als vaixells de càrrega de gran capacitat. La plataforma, que també s'estén molt endins de l'oceà Atlàntic, s'explota intensament en la pesca (eglefí, llobarro, halibut, llisa, arengada, etc.) . El Golf produeix aproximadament una quarta part de tots els peixos del Canadà, tant en volum com en valor.

## Història

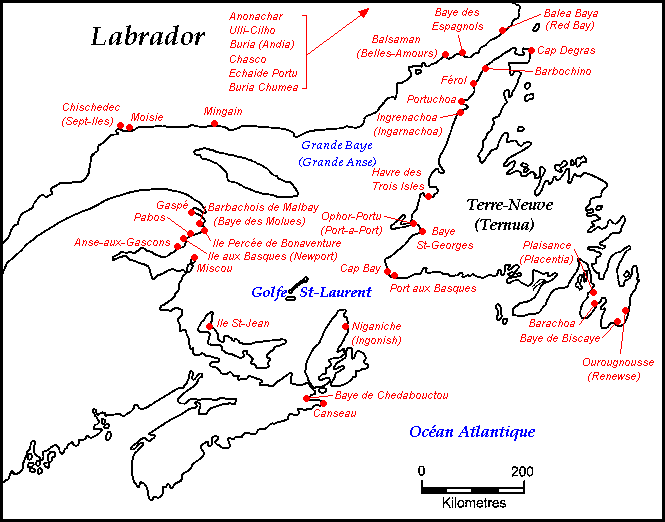
Assentaments Bascs que daten dels segles 16 i 17

El golf ha proporcionat una pesquera marina històricament important per a diverses Primeres Nacions que han viscut a les seves costes durant mil·lennis i han utilitzat les seves aigües per al transport.
El primer viatge documentat per un europeu a les seves aigües va ser de l'explorador francès Jacques Cartier l'any 1534. Cartier va batejar les costes del riu Sant Llorenç amb el nom de «El país de les Canades», partint d'una paraula indígena que significa «poble» o «assentament», i va nomenar així el segon país més gran del món.
Baleners Bascs van establir la seva base a l'estret de Belle Isle i van treballar estretament amb els iroquesos al golf de Saint Lawrence. El 1579 el govern anglès va tancar tots els ports anglesos a les importacions espanyoles de petroli. Com a resultat, un terç de l'oli de balena basc no es va poder vendre. La caça de balenes basca es va esfondrar al golf de Sant Llorenç i no es va recuperar mai. Els baleners bascos de Sant Joan Lohitzune van navegar al golf de Sant Llorenç el 1583 i van començar a caçar balenes a Tadoussac.